# Sex and Religion
「Sex and Religion」（セックス・アンド・リリジョン）はViolet UKの楽曲。ボーカルはナタリーが担当している。
Test mixが2005年9月22日、日本向けiTunes Storeで発売。
一般販売された楽曲としてはViolet UKの最初のものである。当初、2005年9月22日にアルバムを発売し、Violet UKがデビューを飾る予定であったが、アルバムの発売は無期延期となり、「Sex and Religion (Test mix)」が発売となった。なお、発売当初はナタリーとYOSHIKIのインタビュービデオもiTunes Storeで同時発売された。
MySpace上では同曲のミックス違いが公開されている。ストリングスが追加されていたり、アコースティック・ギターのトラックがエレクトリックギターに差し替えられている。